# TVR S
La TVR S et sa série, est une gamme de voitures de sport annoncée au British International Motor Show de 1986. En raison d'une réaction positive massive du public, la voiture entra en production moins de 12 mois après l'annonce, avec 250 commandes de préfabrication. Ce fut le premier développement majeur de Peter Wheeler, depuis le rachat de l'entreprise à Martin Lilley, et un tournant dans la fortune de TVR.
Entre 1986 et 1994, 2 604 exemplaires de la série S furent fabriqués; 410 d'entre elles étaient des V8S.

## S1 / S2 / S3 (C) / S4C
La série S V6 utilisait le moteur Ford V6 Cologne. En version 2,8 litres de 160 ch (S1) et 2,9 litres de 170 ch (S2 - S4). Les premières voitures «S» sont souvent appelées «S1», pour les distinguer des versions ultérieures. Les S3(C) et S4C ont reçu des portes plus longues, bien que certaines S2 tardives étaient également équipés ainsi. Les S3C et S4C avaient des convertisseurs catalytiques.
Les S1 deviennent de plus en plus rares car seulement 78 exemplaires sont enregistrées et 224 SORN (Statutory Off Road Notification).
Les modèles de véhicules se terminant par «C» désignent les véhicules équipés d'un convertisseur catalytique. Seuls les S3 et S4 furent équipés de ce système. Au Royaume-Uni, la norme relative aux catalyseurs ne fut introduite qu'en août 1992, avec l'enregistrement à la lettre «K». Les voitures catalysées antérieures étaient destinées à l'exportation vers des marchés ayant des normes d'émissions plus strictes.

TVR S1, S2 et S3
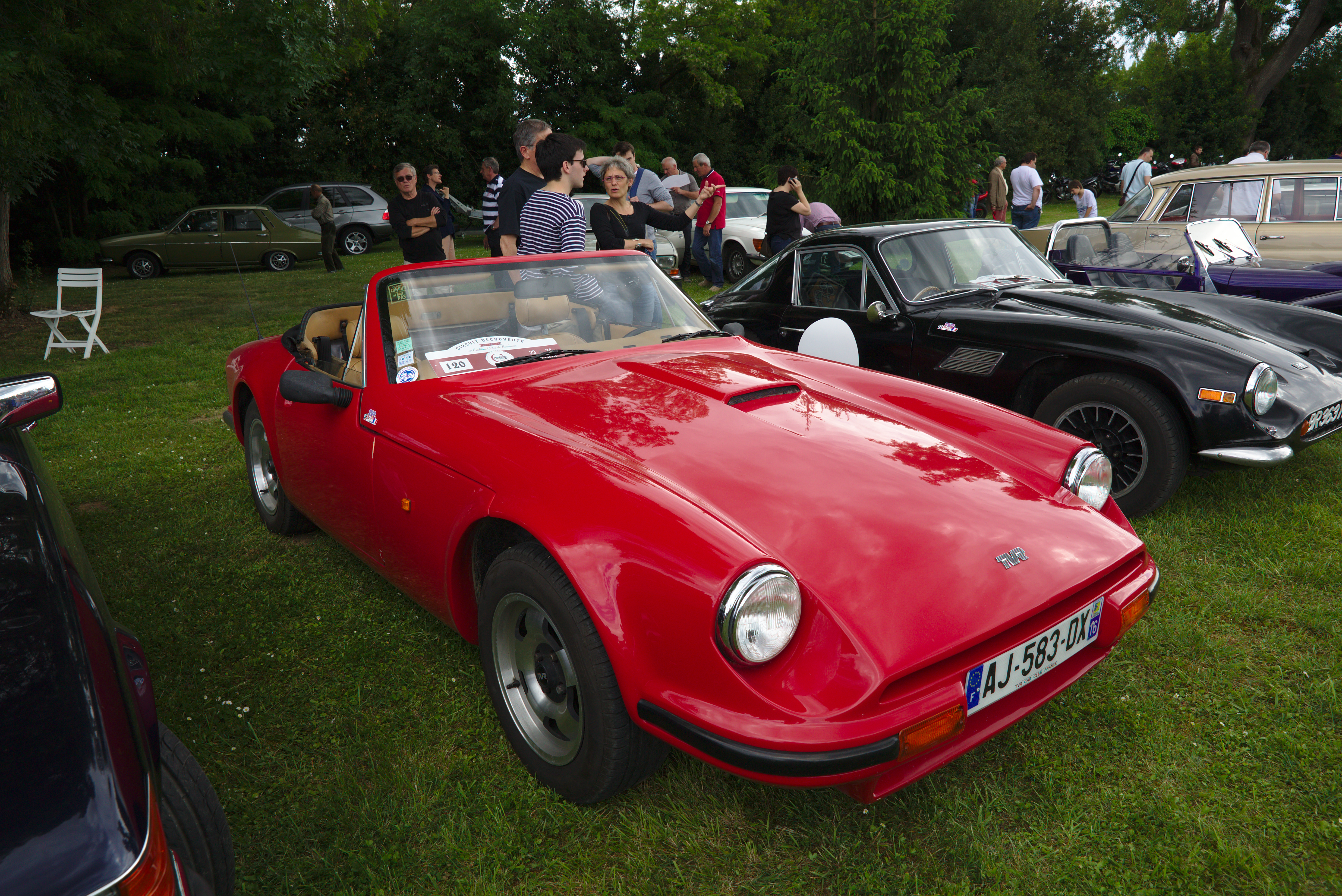
TVR S1
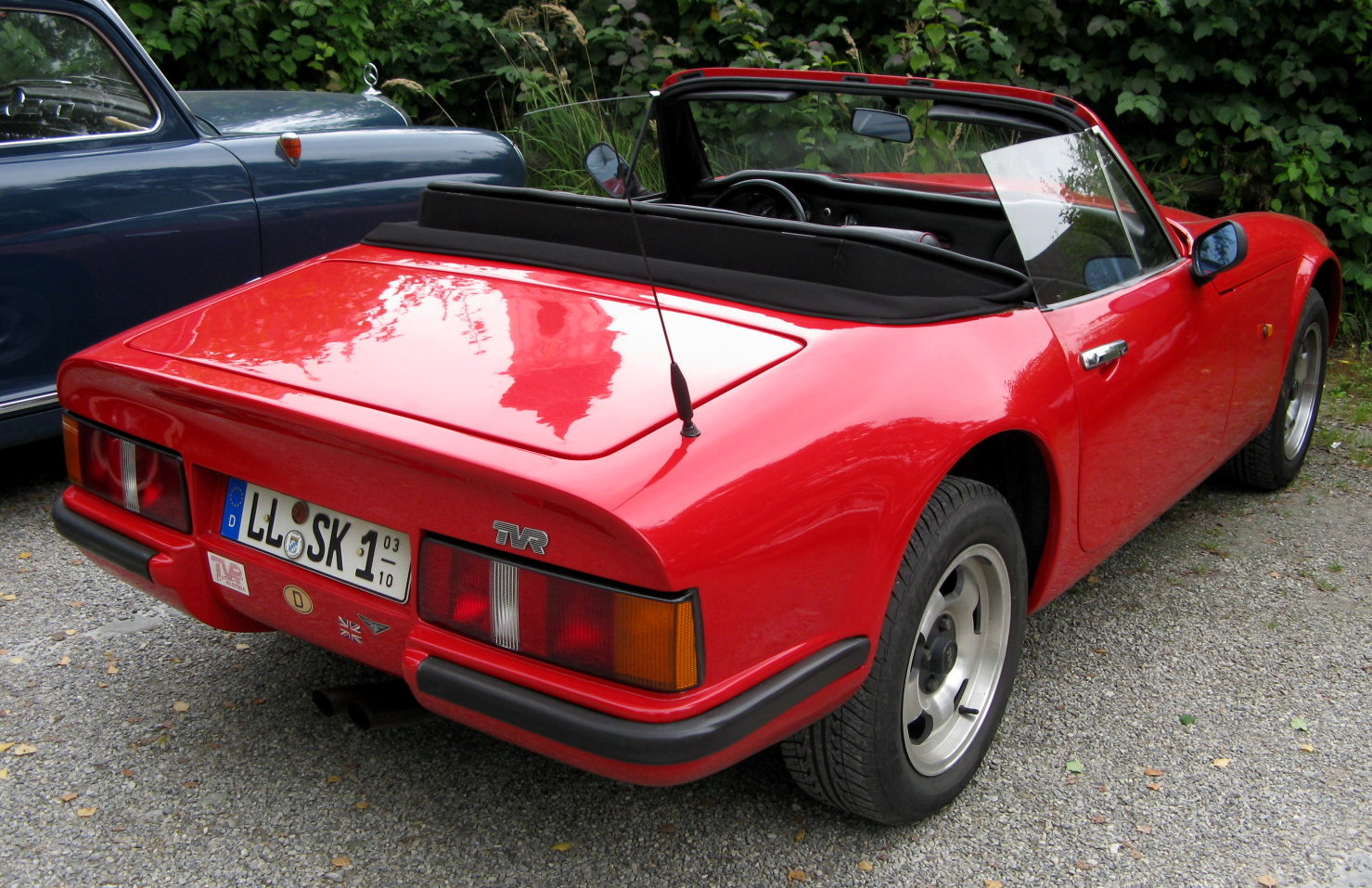
TVR S1 1988
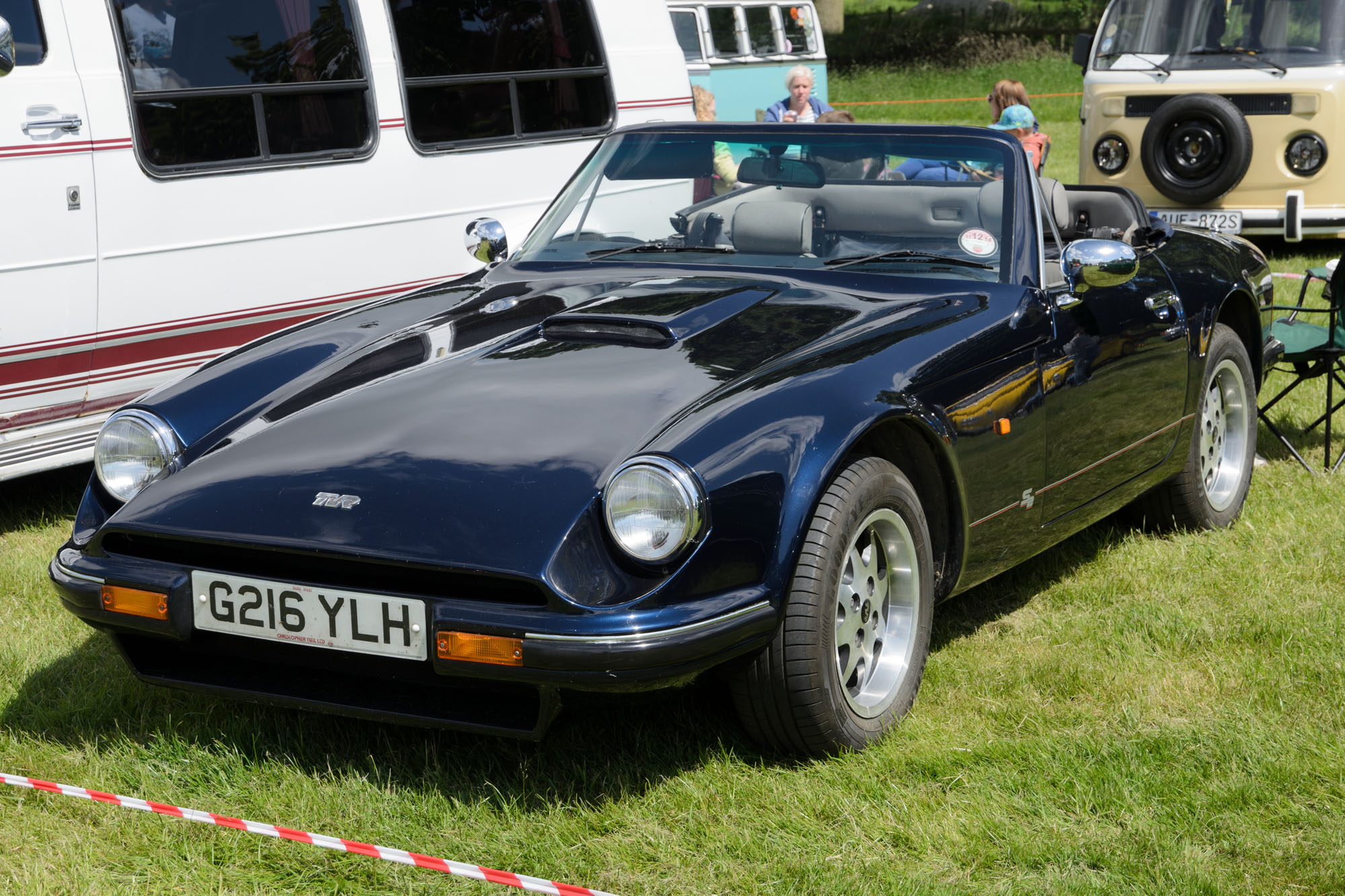
TVR S2 1990
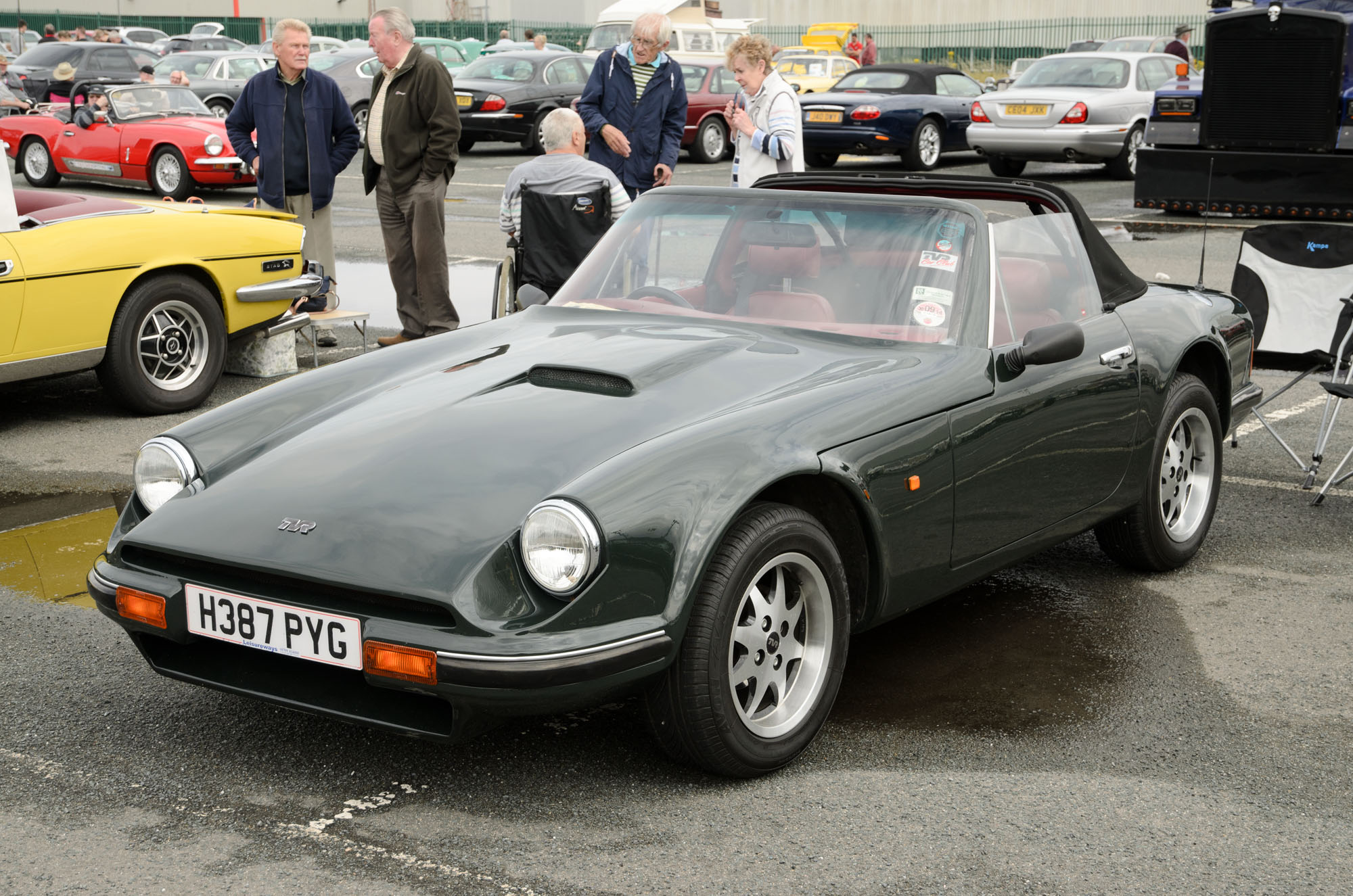
TVR S3 1990

## V8S
Les spécifications standard du modèle V8S comprenaient un intérieur en cuir mixte, une garniture de tableau de bord en ronce de noyer, une capote en mohair, des roues en alliage de marque OZ, des lampes de conduite, des vitres et rétroviseurs extérieurs électriques.

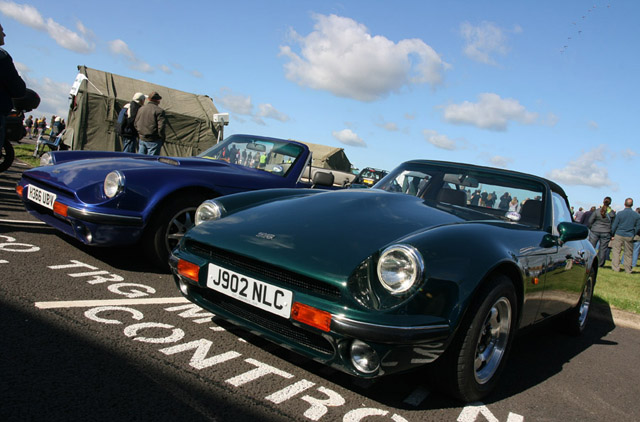
Les deux types de capots TVR S3 à gauche et V8S à droite

Les V8S embarquent un Moteur V8 Rover 4,0 litres à injection, équipé d'un arbre à cames à levée plus haute, avec un taux de compression augmenté à 10: 5: 1, des collecteurs révisés, une nouvelle cartographie du système de gestion du moteur et un différentiel à glissement limité. La puissance s'établit à 245 ch (180,2 kW) à 5 250 tr/min et 366 N m de couple à 3 000 tr/min.
La V8S présente un certain nombre de différences esthétiques par rapport au V6. Le plus visible est le capot qui reçoit une imposante bosse permettant à l'origine d'abriter le compresseur volumétrique d'origine italienne mais qui équipe tous les modèles V8S.
La V8S a un petit évent face au pare-brise, tandis que ceux des modèles S1 à S3 sont orientés vers l'avant. Les modèles S3 et S4 très récents n'avaient aucune bosse sur le capot. Comme pour toutes les TVR, il n'y a pas vraiment de moment précis où les éléments de carrosserie ont changé de style.
La voie de suspension est légèrement plus large sur les V8S, avec des nouveaux triangles à l'avant comme les bras de suspension à l'arrière. Des freins à disque sont montés sur les quatre roues.
Le 0 à 97 km/h peut être atteint en 4,9 secondes et le 0 à 160 km/h en 12,9 secondes. La V8S était censée être plus rapide qu'une Aston Martin Virage, une Ferrari Testarossa, une Lotus Esprit Turbo SE et une Porsche Carrera 2 les supercars du début des années 1990.

### V8S 2 litres

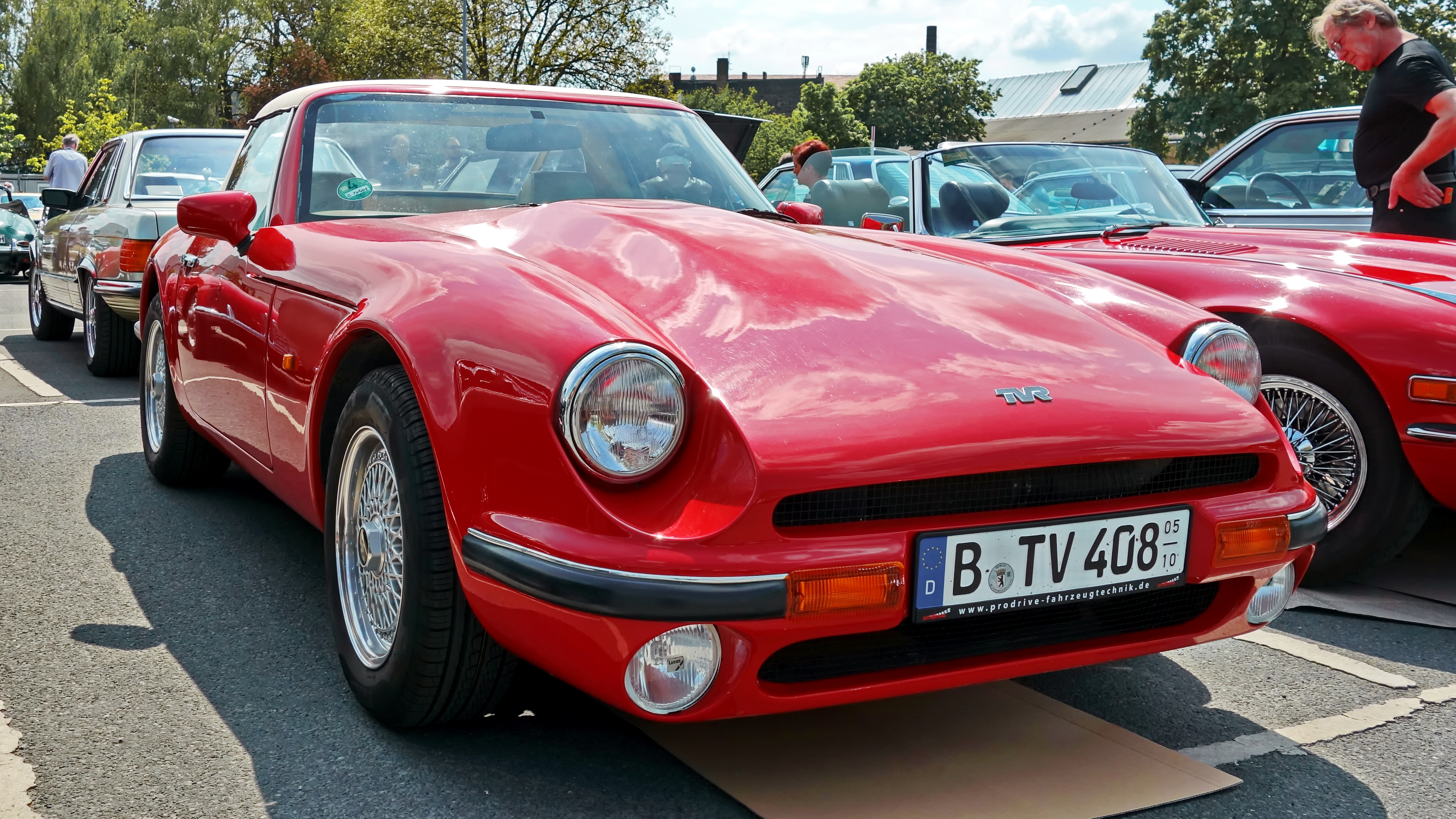
TVR V8S

La V8S TVR 2 litres était une version suralimentée de la V8S. Elle a été créée pour le marché italien en réponse à la taxation des voitures avec une cylindrée supérieure à 2 litres. Le moteur était une version modifiée du V8 Rover de 3,5 litres équipé d'un vilebrequin avec une course courte réduite à 40,25 mm afin de diminuer la cylindrée du moteur. L'alésage restait à 88,9 mm. Cela donnait une cylindrée de 1 998 cm3 avec un taux de compression de 8,0: 1. Le moteur recevait une injection électronique Lucas ainsi qu'un compresseur Eaton avec intercooler lui permettant de produire 233 ch (171 kW) à 6 200 tr/min et 266 N m de couple à 3 700 tr/min. Les performances permettaient de rivaliser avec de plus gros V8, avec une vitesse de pointe de 232 km/h et le 0 à 100 km/h en 6,5 secondes. Des freins à disque ventilés étaient montés à l'avant. Ce modèle embarquait également des amortisseurs hydrauliques réglables en hauteur. Il n'y en a qu'un seul exemplaire connu.

## Dans la culture populaire
Une TVR S2 de 1989 a été restaurée dans de la série télévisée britannique Wheeler Dealers, diffusée pour la première fois sur la chaîne Discovery Realtime le 3 novembre 2009 dans les épisodes 15 et 16 de la saison 6.
Une TVR S2 a été utilisé dans le classic British Sports cars challenge sur Top Gear dans l'épisode 6 de la saison 15, acheté par James May. Elle a parcouru la piste d'essai de Lotus en 2:15.09 minutes.

## Modèles TVR, 1956 - aujourd'hui
| Type                         | 1950             | 1950             | 1950             | 1950             | 1960             | 1960             | 1960             | 1960             | 1960             | 1960             | 1960          | 1960          | 1960          | 1960          | 1970          | 1970          | 1970                    | 1970                    | 1970                    | 1970                    | 1970                    | 1970                    | 1970                    | 1970                    | 1980          | 1980          | 1980          | 1980          | 1980          | 1980          | 1980               | 1980               | 1980               | 1980               | 1990               | 1990               | 1990               | 1990          | 1990          | 1990          | 1990          | 1990          | 1990          | 1990          | 2000          | 2000          | 2000          | 2000          | 2000              | 2000              | 2000              | 2000              | 2000              | 2000              | 2010              | 2010              | 2010              | 2010      | 2010      | 2010      | 2010      | 2010      | 2010      | 2010      | 2020      |           |           |           |
| Type                         | 6                | 7                | 8                | 9                | 0                | 1                | 2                | 3                | 4                | 5                | 6             | 7             | 8             | 9             | 0             | 1             | 2                       | 3                       | 4                       | 5                       | 6                       | 7                       | 8                       | 9                       | 0             | 1             | 2             | 3             | 4             | 5             | 6                  | 7                  | 8                  | 9                  | 0                  | 1                  | 2                  | 3             | 4             | 5             | 6             | 7             | 8             | 9             | 0             | 1             | 2             | 3             | 4                 | 5                 | 6                 | 7                 | 8                 | 9                 | 0                 | 1                 | 2                 | 3         | 4         | 5         | 6         | 7         | 8         | 9         | 0         |           |           |           |
| Propriétaire                 | Trevor Wilkinson | Trevor Wilkinson | Trevor Wilkinson | Trevor Wilkinson | Trevor Wilkinson | Trevor Wilkinson | Trevor Wilkinson | Trevor Wilkinson | Trevor Wilkinson | Trevor Wilkinson | Martin Lilley | Martin Lilley | Martin Lilley | Martin Lilley | Martin Lilley | Martin Lilley | Martin Lilley           | Martin Lilley           | Martin Lilley           | Martin Lilley           | Martin Lilley           | Martin Lilley           | Martin Lilley           | Martin Lilley           | Martin Lilley | Martin Lilley | Martin Lilley | Peter Wheeler | Peter Wheeler | Peter Wheeler | Peter Wheeler      | Peter Wheeler      | Peter Wheeler      | Peter Wheeler      | Peter Wheeler      | Peter Wheeler      | Peter Wheeler      | Peter Wheeler | Peter Wheeler | Peter Wheeler | Peter Wheeler | Peter Wheeler | Peter Wheeler | Peter Wheeler | Peter Wheeler | Peter Wheeler | Peter Wheeler | Peter Wheeler | Nikolai Smolenski | Nikolai Smolenski | Nikolai Smolenski | Nikolai Smolenski | Nikolai Smolenski | Nikolai Smolenski | Nikolai Smolenski | Nikolai Smolenski | Nikolai Smolenski | Les Edgar | Les Edgar | Les Edgar | Les Edgar | Les Edgar | Les Edgar | Les Edgar | Les Edgar | Les Edgar | Les Edgar | Les Edgar |
| 2 places coupé               | Coupé            | Coupé            | Grantura         | Grantura         | Grantura         | Grantura         | Grantura         | Grantura         | Grantura         | Grantura         | Grantura      | Tuscan V6/V8  | Tuscan V6/V8  | Tuscan V6/V8  | Tuscan V6/V8  | Tuscan V6/V8  | 1600M/2500M/3000M/3000S | 1600M/2500M/3000M/3000S | 1600M/2500M/3000M/3000S | 1600M/2500M/3000M/3000S | 1600M/2500M/3000M/3000S | 1600M/2500M/3000M/3000S | 1600M/2500M/3000M/3000S | 1600M/2500M/3000M/3000S |               |               |               |               |               |               |                    |                    |                    |                    |                    |                    |                    |               |               |               |               |               |               |               |               |               |               |               | Typhon            | Sagaris           | Sagaris           |                   |                   |                   |                   |                   |                   |           |           |           |           |           |           |           |           |           |           |           |
| 2 places coupé               | Jomar            | Jomar            |                  |                  |                  |                  |                  |                  | Trident          | Trident          | Trident       | Vixen         | Vixen         | Vixen         | Vixen         | Vixen         | Vixen                   | Vixen                   |                         |                         |                         |                         |                         |                         |               |               |               |               |               |               |                    |                    |                    |                    |                    |                    |                    |               |               |               |               |               |               | Tuscan/T400   | Tuscan/T400   | Tuscan/T400   | Tuscan/T400   | Tuscan/T400   | Tuscan/T400       | Tuscan/T400       | Tuscan/T400       | Tuscan/T400       |                   |                   |                   |                   |                   |           |           |           |           |           | Griffith  | Griffith  | Griffith  |           |           |           |
| 2 places coupé               |                  |                  |                  |                  |                  |                  |                  |                  |                  |                  |               |               |               |               |               |               |                         |                         |                         |                         |                         |                         |                         |                         |               |               |               |               |               |               |                    |                    |                    |                    |                    |                    |                    |               |               |               |               |               |               |               |               | T350          |               |               |                   |                   |                   |                   |                   |                   |                   |                   |                   |           |           |           |           |           |           |           |           |           |           |           |
| 2+2 coupé                    |                  |                  |                  |                  |                  |                  |                  |                  |                  |                  |               |               |               |               |               |               |                         |                         |                         |                         |                         |                         |                         |                         |               |               |               |               |               |               |                    |                    |                    |                    |                    |                    |                    |               |               |               | Cerbera       | Cerbera       | Cerbera       | Cerbera       | Cerbera       | Cerbera       | Cerbera       | Cerbera       |                   |                   |                   |                   |                   |                   |                   |                   |                   |           |           |           |           |           |           |           |           |           |           |           |
| Convertible/Voiture de Sport | Open Sports      | Open Sports      | Open Sports      |                  |                  |                  |                  |                  | Trident          | Trident          | Trident       |               |               |               |               |               | 1600M/2500M/3000M/3000S | 1600M/2500M/3000M/3000S | 1600M/2500M/3000M/3000S | 1600M/2500M/3000M/3000S | 1600M/2500M/3000M/3000S | 1600M/2500M/3000M/3000S | 1600M/2500M/3000M/3000S | 1600M/2500M/3000M/3000S |               |               |               |               |               |               |                    |                    |                    |                    |                    | Griffith           | Griffith           | Griffith      | Griffith      | Griffith      | Griffith      | Griffith      | Griffith      | Griffith      | Griffith      | Griffith      | Tamora        | Tamora        | Tamora            | Tamora            | Tamora            |                   |                   |                   |                   |                   |                   |           |           |           |           |           |           |           |           |           |           |           |
| Convertible/Voiture de Sport | Jomar            | Jomar            |                  |                  |                  |                  |                  |                  |                  |                  |               |               |               |               |               |               |                         |                         |                         |                         |                         |                         |                         |                         |               |               |               |               |               |               | S/S2/S3(C)/S4C/V8S | S/S2/S3(C)/S4C/V8S | S/S2/S3(C)/S4C/V8S | S/S2/S3(C)/S4C/V8S | S/S2/S3(C)/S4C/V8S | S/S2/S3(C)/S4C/V8S | S/S2/S3(C)/S4C/V8S | Chimaera      | Chimaera      | Chimaera      | Chimaera      | Chimaera      | Chimaera      | Chimaera      | Chimaera      | Chimaera      | Chimaera      | Chimaera      |                   |                   |                   |                   |                   |                   |                   |                   |                   |           |           |           |           |           |           |           |           |           |           |           |
| TVR Wedges                   |                  |                  |                  |                  |                  |                  |                  |                  |                  |                  |               |               |               |               |               |               |                         |                         |                         |                         |                         |                         |                         |                         | Tasmin/280i   | Tasmin/280i   | Tasmin/280i   | Tasmin/280i   | Tasmin/280i   | Tasmin/280i   | Tasmin/280i        | 420SEAC            | 420SEAC            | 400SX/400SE/450SE  | 400SX/400SE/450SE  | 400SX/400SE/450SE  |                    |               |               |               |               |               |               |               |               |               |               |               |                   |                   |                   |                   |                   |                   |                   |                   |                   |           |           |           |           |           |           |           |           |           |           |           |
| TVR Wedges                   |                  |                  |                  |                  |                  |                  |                  |                  |                  |                  |               |               |               |               |               |               |                         |                         |                         |                         |                         |                         |                         |                         |               |               | 350i/350SX    |               |               |               |                    |                    |                    |                    |                    |                    |                    |               |               |               |               |               |               |               |               |               |               |               |                   |                   |                   |                   |                   |                   |                   |                   |                   |           |           |           |           |           |           |           |           |           |           |           |
| TVR Wedges                   |                  |                  |                  |                  |                  |                  |                  |                  |                  |                  |               |               |               |               |               |               |                         |                         |                         |                         |                         |                         |                         |                         |               |               |               |               | 390SE/420SE   | 390SE/420SE   | 390SE/420SE        | 390SE/420SE        | 450SEAC            | 450SEAC            | 350SE              | 350SE              |                    |               |               |               |               |               |               |               |               |               |               |               |                   |                   |                   |                   |                   |                   |                   |                   |                   |           |           |           |           |           |           |           |           |           |           |           |